# Daniel Fernández Delgado
Daniel Fernández Delgado (Alcázar de San Juan, Ciudad Real, 11 de desembre de 1991), conegut professionalment com a Dani Fernández, és un cantant i compositor espanyol exmembre de la boyband Auryn, després de la separació del grup va iniciar amb la seva carrera en solitari.

## Carrera musical
En 2006, amb només 14 anys, va ser escollit per representar a Espanya en el Festival d'Eurovisió Junior, que se celebrava a Romania, interpretant el tema Te doy mi voz, quedant en quarta posició.
En 2006 va guanyar el concurs infantil "Ciudad Real Suena".

### Amb Auryn
Al gener de 2009 va participar en la boyband Auryn, al costat dels seus quatre amics i companys Álvaro Gango, Blas Cantó, Carlos Marco i David Lafuente. Auryn va guanyar gran popularitat després d'haver participat en Destinació Eurovisió, el procés de selecció per representar a Espanya en Eurovision 2011, quedant en segona posició.
En la semifinal celebrada l'11 de febrer de 2011, els concursants van haver de triar un altre clàssic d'Eurovisió, van cantar "Eres tú", de Mocedades que va acabar en segon lloc en Eurovisió 1973 per a Espanya. Van qualificar per decisió del jurat a la final on van ser un dels tres millors. Cada finalista havia de cantar tres cançons originals. Auryn va cantar "Evangeline", "El sol brillará" i "Volver". Aquest últim tema va ser triat com la seva última cançó. Finalment l'entrada de qualificació espanyola per Eurovisió 2011 va ser a Lucía Pérez i la seva cançó "Que me quiten lo bailao".
Al costat de Auryn ha compost temes com "Heartbreaker", "Don't Give Up My Game", "1900", "Last Night On Earth", "Route 66 (Up We Go!)", "Away", "Better than Em", "I Can't Break Up", "Puppetter", "Saturday I'm In Love", "Who's loving you?" amb Anastasia. I discos com Endless Road 7058, Anti-héroes (disc de platí a Espanya), Circus Avenue i Ghost Town (el seu últim disc junts).

### Com a solista
Després de la separació d'Auryn en 2016, en Dani Fernández va començar a treballar en el seu projecte en solitari, amb l'ajuda d'artistes espanyols com ara: Funambulista, Juan Ewan, Andrés Suárez, Marwan i Tato Latorre.
Al desembre d'aquest mateix any va publicar al seu canal de Youtube una versió de "No saben de ti" d'Andrés Suárez com a introducció a l'estil musical que prendria la seva carrera.
Entre el 2017 i 2018 Dani va pujar altres versions acústiques de les seves cançons, abans que fossin incloses en el seu futur primer àlbum. El 18 de maig del 2018 va presentar la seva primera cançó en solitari Te esperaré tota la vida, cançó que va rebre un gran acolliment per part del públic i més tard va ser certificada com a disc de platí. El 23 de novembre de 2018 va publicar "En llamas" el seu primer EP que incloïa 4 cançons i les versions acústiques d'aquestes.
Finalment, el 24 de maig de 2019 va llançar el seu primer àlbum en solitari, Incendios, amb un total de 10 cançons, incloent una col·laboració amb Andrés Suaréz i una durada de 36 minuts. El disc va ser ben rebut pel públic i en la primera setmana va debutar en el lloc número dos de vendes oficials de discos a Espanya.
Posteriorment va iniciar el Tour Incendios recorrent diverses ciutats d'Espanya com Madrid, Barcelona, Zaragoza, Gijón, Oviedo i Alacant, fins a març de 2020, on, a causa de la pandèmia de COVID-19, a Espanya va ser necessari ajornar i cancel·lar concerts. Àdhuc amb aquesta situació, Dani va seguir donant concerts virtuals a través del seu compte de Instagram.
El 13 de novembre de 2020 va llançar la reedició del seu reeixit disc Incendios titulada Incendios y Cenizas amb diferents versions acústiques de les cançons que estaven incloses en Incendios més dos temes inèdits, donant final a l'era Incendios.
El 23 d'abril del 2021 va publicar Clima Tropical, el primer single oficial del seu segon treball discogràfic Entre els dubtes i l'atzar. Aquesta cançó ha estat certificada disc d'or i de platí per les seves vendes a Espanya. A més, va aconseguir el número 1 de la llista oficial dels 40.
El seu esperat segon disc Entre las dudas y el azar serà publicat el 18 de febrer de 2022. El disc va ser produït per Tato Latorre i Paco Salazar, comptarà amb onze cançons i una col·laboració al costat d'Alberto Jiménez, membre de la banda Miss Caffeína. Immediatament després de llançar el disc donarà inici a la gira Plan Fatal que recorrerà les principals ciutats d'Espanya.

## Discografia

### Amb Auryn
| Any  | Títol             |
| ---- | ----------------- |
| 2011 | Endless Road 7058 |
| 2013 | Anti-Heroes       |
| 2014 | Circus Avenue     |
| 2015 | Ghost Town        |

### Com a solista
| Any  | Títol                     |
| ---- | ------------------------- |
| 2019 | Incendios                 |
| 2020 | Incendios Y Cenizas       |
| 2022 | Entre las dudas y el azar |

| Any  | Títol                    | Àlbum                     |
| ---- | ------------------------ | ------------------------- |
| 2018 | Te Esperaré Toda La Vida | Incendios                 |
| 2019 | Disparos                 | Incendios                 |
| 2020 | Bailemos                 | Incendios                 |
| 2020 | Vértigo                  | Incendios y Cenizas       |
| 2020 | Puñales                  | Incendios y Cenizas       |
| 2021 | Clima Tropical           | Entre las dudas y el azar |
| 2021 | Dile a los demás         | Entre las dudas y el azar |

## Trajectòria televisiva
Televisió
| Any  | Títol                          | Notes                      | Cadena    |
| ---- | ------------------------------ | -------------------------- | --------- |
| 2006 | Eurojunior                     | Concursant                 | TVE       |
| 2009 | Destinació Eurovisió           | Participació               | TVE       |
| 2011 | Eurovision 2011                | Amb Auryn (semifinalistes) | TVE       |
| 2014 | Pequeños Gigantes              | Ell mateix                 | Telecinco |
| 2015 | Levántate                      | Ell mateix                 | Telecinco |
| 2019 | La mejor canción jamás cantada | Ell mateix                 | TVE       |

## Premis
- 2011: "Disc de l'Any" de TVE
- 2012: "Millor Artista Revelació" en els Premis 40 Principals
- 2013: "Millor Artista Espanyol" en els MTV Europe Music Awards
- 2020: "Premi Cadena Dial" en Premis Dial
- 2022: Premi Ondas al fenomen musical de l'any[3]

## Certificacions
| Cançó                    | Certificació  |
| ------------------------ | ------------- |
| Te esperaré toda la vida | Disc de platí |
| Disparos                 | Disc de platí |
| Bailemos                 | Disc d'or     |
| Clima tropical           | Disc de platí |